# مزمز
مزمز نشان تجاری محصولات صنایع غذایی گروه صنعتی مزمز می‌باشد. گروه صنعتی مزمز شامل شرکت‌های کیش چیپس، فلیکس شرق و صنایع و فراورده‌های غذایی مزمز است که در زمینه تولید چیپس در انواع طعم، اسنک، انواع آجیل و رب گوجه فرنگی و کنسروجات و کیک فعالیت می‌کند.
از برند مزمز به عنوان یکی از اولین برندهای چیپس بسته‌بندی شده و بهداشتی در ایران یاد می‌شود.
این گروه اخیراً فعالیت خود را با تولید رب گوجه فرنگی با نشان تجاری پایا در زنجان آغاز کرده‌است.
اولین شرکت تولیدی گروه مزمز، کیش چیپس در سال ۱۹۹۰ میلادی تأسیس شد و هم‌اکنون تولیدکننده انواع چیپس و اسنک می‌باشد. کارخانه این شرکت در شهرک صنعتی کاوه واقع شده
است و دفتر مرکزی آن در تهران می‌باشد.
از دیگر شرکتهای گروه مزمز شرکت فلیکس شرق است که در سال ۱۳۹۰ شمسی تأسیس شد و هم‌اکنون تولیدکننده انواع آجیل است. این شرکت نیز مستقر در شهرک صنعتی کاوه می‌باشد.

## جوایز
بر پایه نظرسنجی مطرح شده در سال‌های ۱۳۹۲ و ۱۳۹۳ از میان محصولات چیپس، آجیل و خشکبار، برند مزمز با بیشترین میزان امتیاز از سوی مخاطبین ایرانی، تندیس زرین برند محبوب را دریافت کرد.
در سال ۱۳۹۳ برند مزمز جزو ۱۰۰ برند برتر ایران شناخته شد.
این شرکت در سال ۱۳۹۶ موفق به دریافت استانداردهای مدیریت کیفیت، رضایت مشتری، ایمنی مواد غذایی و HACCP از شرکت Q.C.B ITALIA گردید.